# スーリオ・ドッグ
スーリオ・ドッグ（英：Suliot Dog）は、ギリシャ原産の警備用犬種のひとつである。別名はスーリオ・ボアハウンド（英：Suilot Boarhound）。

## 歴史
17世紀にスーリオ族によって作り出された。強靭だが走るのが速く、優秀な犬を目指して作られた。勇敢で雄々しく、大きなその姿からスーリオ族の守護神として大切に扱われた。
時に別名の通り、イノシシを狩るための猟犬として使われることもあったが、主には家や軍を守るための警備犬、軍用犬として使われた。侵入者や敵の軍人を発見すると吠えて飛び掛り、徹底的に排除しようとする。又、軍を守るときは断耳を施され、より聴力を高めるといった風習も行われた。
後に本種はグレート・デーンの先祖の一種としてその誕生にかかわったが、本種そのものは有名になることが無かった。そして、18世紀後半から19世紀の初頭にかけての間に絶滅してしまった。

## 特徴
大まかな容姿はサイトハウンドとマスティフの中間といったところである。筋肉質でがっしりとした体つきだが、マズルや脚が長く走るのは早い。耳は垂れ耳だが、既出の通り軍用に使う犬は断耳を施して立たせる。尾は垂れ尾。コートは柔らかなショートコートで、毛色はフォーンやホワイト・アンド・ブラックなどがある。サイズは不詳だが、体高はかなり高く、二本足で立ち上がったときの高さは121cmもあったとされる、超大型犬である。尚、子孫のグレート・デーンと同じく、体高が標準よりも飛びぬけて高かった犬も少なくなかったとされる。性格は主人家族に対し忠実で温和であるが、不審者と思ったものに対しては排除の鉄槌を下す。しかし、主人家族に敵意が無いと見られるものに対してはむやみに攻撃を行わない。運動量は多めで、かかりやすいと思われる病気はグレート・デーンと同じ（股関節形成不全、胃捻転、関節疾患、骨肉種など）であるとされる。